# Klockrike kyrka
Klockrike kyrka (eller Josephine kyrka) är en kyrkobyggnad i Klockrike kyrkby i Linköpings stift. Den är församlingskyrka i Klockrike församling. Kyrkan är belägen strax norr om tätorten Klockrike, 17 kilometer öster om Motala och 9 kilometer väster om Ljungsbro.

## Kyrkobyggnaden
Klockrike kyrka är en enskeppig vitputsad stenkyrka i nyklassicistisk stil med stora rundbågiga fönster, torn i väster och invändig absid i öster.
Interiören domineras av en ansenlig altaruppsats som med pilastrar och överstycke krönt av en gyllene sol, utgör inramning till Fredric Westins målning Kristus i Getsemane. På väggen bakom uppsatsen finns en freskomålning av vadstenakonstnären Vulcan, Kristi uppståndelse, vilken under en kort tid föregick altaruppsatsen som blickfång. På evangeliesidan hänger predikstolen och på epistelsidan står en medeltida dopfunt i anslutning till en pietà-bild. Med en stram renhet, enkelhet och symmetri anses Klockrike kyrka vara en av landets mest representativa för sin tids stil, Karl Johansstilen.

## Historik
Innan första kyrkan byggdes i Klockrike, har det troligen funnits ett kapell av trä. Platsen kallades Klockarens ekeskog varifrån namnet Klockrike, via "Klokkarike" (år 1345, 1348, 1349) och "Clokkariche" (år 1350), så småningom bildades. Där finns en offerkälla och man tror att Klockarens ekeskog kan ha varit en hednisk kult- och offerplats.
Under de sista decennierna av 1200-talet fanns här en pastor kallad helge Björn. Han antas vara den som tagit initiativet till den första kyrkan, som kom att uppföras omkring år 1300. Enligt sägnen skulle helge Björn ha förolyckats vid en färd från kyrkan hem till prästgården vid Brickstad i advent 1309. När hans hustru, som höll på med julbak, fick höra talas om detta ville hon ej tro det utan sa: Skulle detta bud vara sant, månde dessa brödämnen varda sten. Min man kan nog köra en häst. När hon, efter att ha fått höra hur det förhöll sig, åter kom in i köket fann hon till sin förvåning att degklumparna var stenhårda. De finns att beskåda i nuvarande kyrka. Björns minne vördades länge i bygden; han blev ansedd som helgon och kom att dyrkas i offerkällan ”helge Björns holk". Han kanoniserades aldrig av påven men stoftet fördes till Linköpings domkyrka, där han som ”Sancte Bero” nu återfinns under en mycket nött gravsten till vänster i Nicolaus Hermannis kapell med text på latinsk hexameter:
| Hoc mausoleo tua pausant ossa locata        |
| B e r o, volente Deo, de Clockarike levata. |
| In laudem Christi vires et opes posuisti.   |
| Sic, dum vixisti, servire Deo studuisti.    |
Under Erik XIV:s tid, då herr Larsz var kyrkoherde i Klockrike, pågick Nordiska sjuårskriget och 1567 blev kyrkan illa åtgången av danskarna vid deras härjningar i Östergötland. Församlingen mäktade inte med att reparera sin kyrka förrän Gustav II Adolf senare ryckte in med bistånd.
Enligt Carl Fredric Broocman (1760) var kyrkan "i längden 38 alnar, och i bredden 10 och en half aln. Så väl å Norra som Södra sidon är hon uti urminnes tid tilbyggd med 12 alnars längd och 10 och en half alns bredd." (Det var alltså en kyrka med långhus och tvärskepp.) "Altartaflan är mycket gammal, dock prydelig, i thy hon uti wäl förgyldta Bilder föreställer i öfra afdelningen Jungfru Marie bebodelse, Christi födelse, the wisa Männens offrande och Christi Upståndelse, samt i then nedre the 12 Apostlar omkring bordet." Broocman berättar vidare att predikstolen är mycket gammal och försedd med träfigurer. Kyrkan saknade torn och klockorna hänger i en trästapel, som var ganska hög och sedan gammalt kallas "Helge Björns torn". På den större klockan fanns årtalet 1350 och den mindre saknade inskrift. År 1722 byggdes klockstapeln om.
Fredagen den 10 juli 1818 slog åskan ned i klockstapeln, kyrkklockorna smälte och vid sitt fall över Murgårdsvägen tände flagor från stapeln granngården Klockrike Murgård.

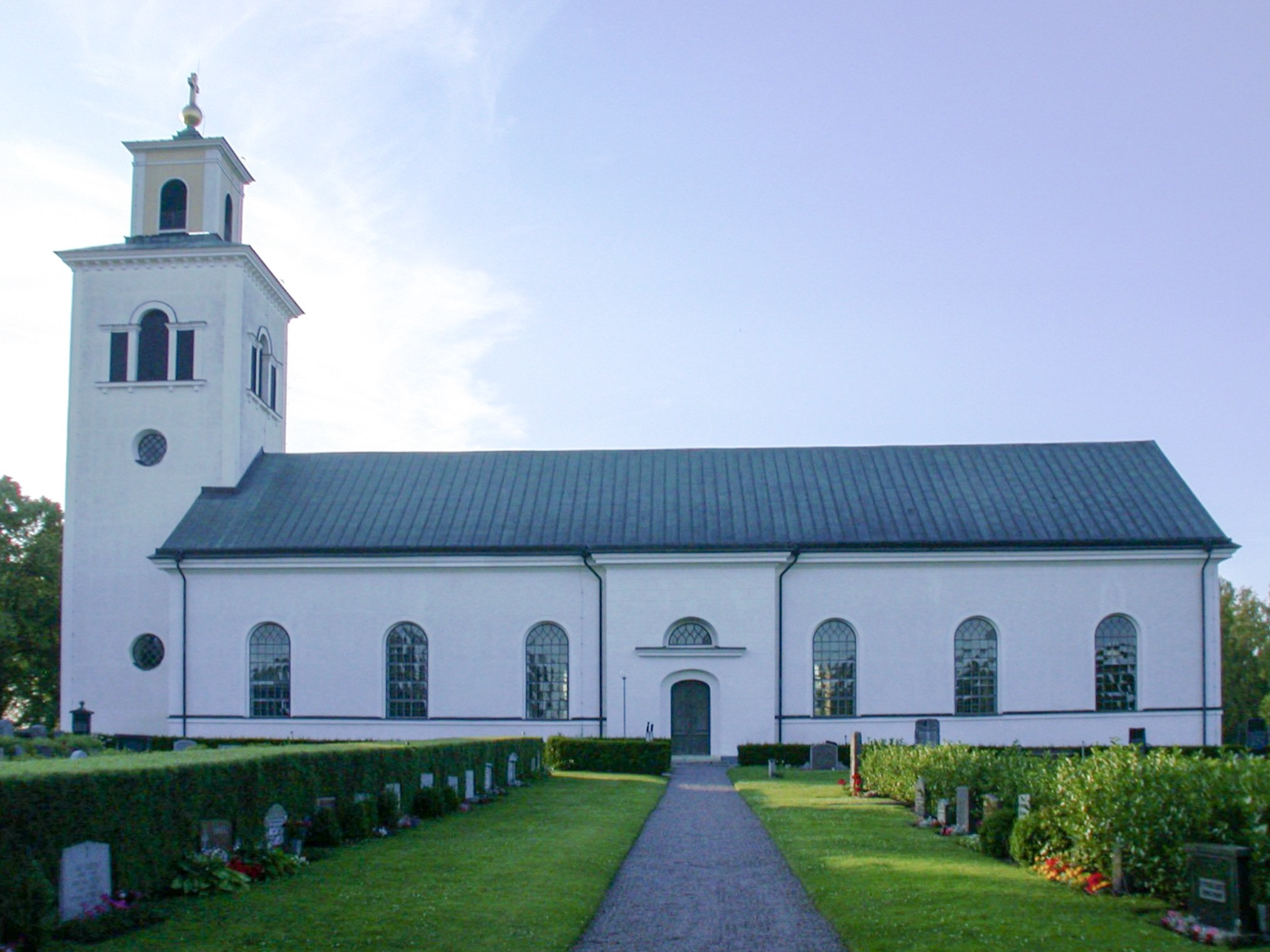
Klockrike kyrka, söderifrån

Redan 1806 hade emellertid D. P. Tisell på Hassla, en av de ledande kommunalmännen i socknen, propagerat för nybyggnad av såväl kyrka som prästgård. Så småningom beslutades att tillsammans med grannsocknen Brunneby bygga en ny större kyrka cirka 1 kilometer norr om den gamla. Uppdraget att rita den nya kyrkan gick till directeur Holmberg, som sedan även blev entreprenör för företaget. Efter 20 års förberedelser blev den nya kyrkan klar 1826, invigningen dröjde dock ytterligare fyra år. Kyrkan tillägnades Josephinae, sannolikt Josefina av Leuchtenberg. Över västra portalen finns en minnesskrift:
| Kyrkan J o s e p h i n a e                         |
| sammanbyggd af Klockrike och Brunneby församlingar |
| under Carl XIV Johans 8 regeringsår                |
| 1826.                                              |

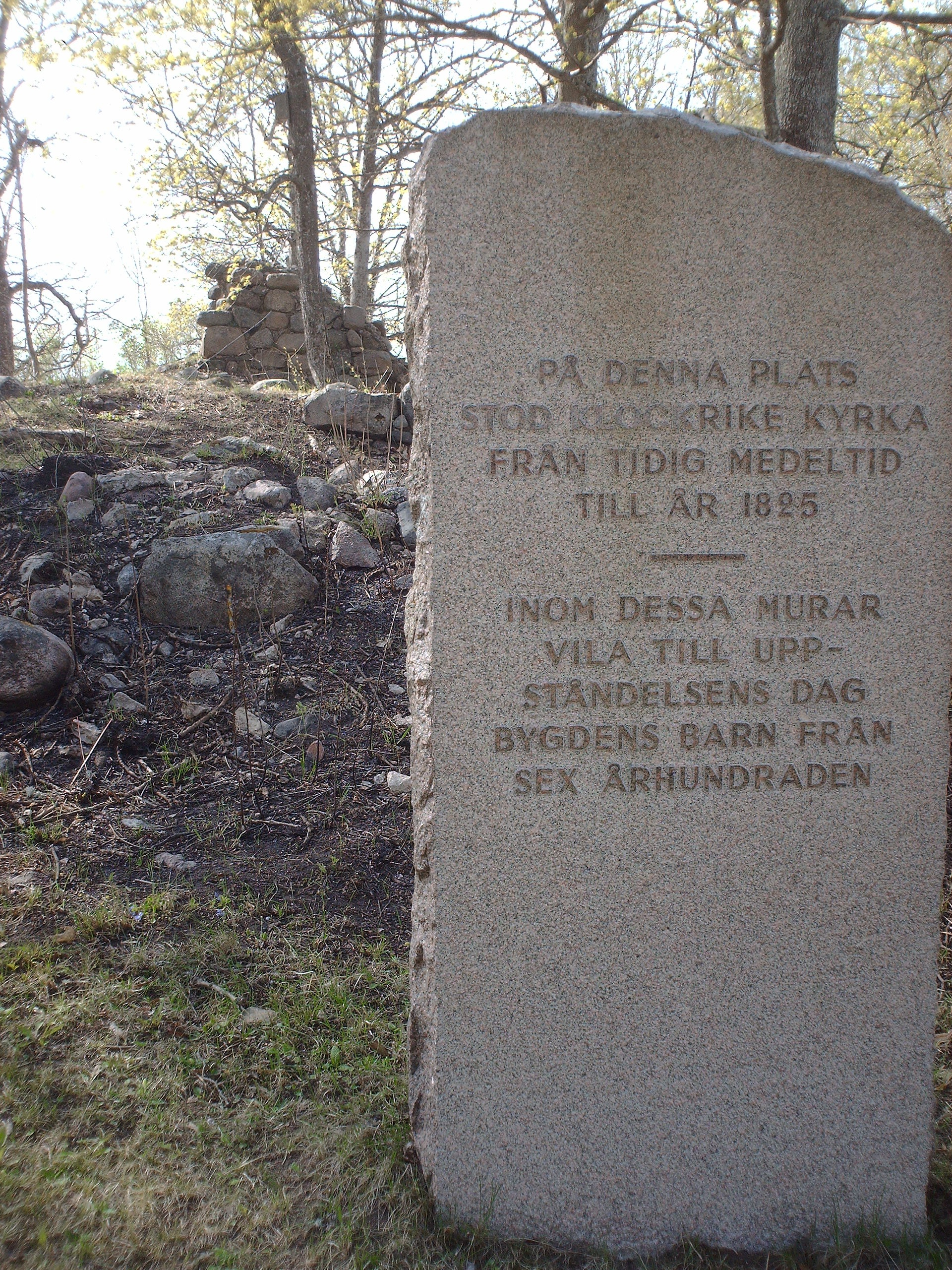
Klockrike ödekyrkogård vid ruinerna av den medeltida kyrkan.

Den nya kyrkan ersatte både Brunneby kyrka och den gamla medeltidskyrkan i Klockrike, utan att församlingarna vid detta tillfälle slogs ihop. Klockrikes gamla kyrka revs i juni 1825, varvid en del av gravstenarna flyttades till den nya kyrkans kor, andra lades som trappor vid ingångarna och altarbilderna förpassades till en tornkammare. Än i dag kan man beskåda den gamla kyrkans ruiner och dess ödekyrkogård.
Den nya kyrkan fick en längd av 50 meter och en bredd av 18 meter och blev därmed den då största landsortskyrkan i Östergötland med plats för 700 personer. Den hade två sakristior, en för kyrkoherden och en för komministern. Den stora läktarorgeln byggdes 1842 av Pehr Zacharias Strand från Stockholm. Det var hans sista uppdrag i Östergötland.
Under åren 1939–1940 genomgick kyrkan en omfattande renovering för omkring 65 000 kronor. Fem gravstenar från den gamla kyrkan placerades om i koret och bilder från den Påfwiske tijden flyttades ned från ovannämnda tornkammare och renoverades. Den av en slump återfunna altarbordsskivan från den medeltida kyrkan har åter kommit till heders och fått en romansk madonnaskulptur och ett rökelsekar. Efter en senare ombyggnad rymmer kyrkan 500 personer. 
År 1965 skänktes till kyrkan en medeltida dopfunt, som tidigare tjänat som blomsterurna i Valstads herrgårdspark. Dess tidigare öden är oklara, men nu har den fått sin plats till höger i koret. 2007 : Reparation av koppartak efter att taket blåst sönder av stormen Per i början av året.

## Inventarier
- Dopfunt av sandsten från Mäster Arcadius stenmästarverkstad i Östergötland, 1100-talets andra hälft, (bilder).
- Madonnabild av lövträ från Östergötland, 1100-talets sista fjärdedel, (bilder)
- Krucifix av lövträ, från verkstad i Östergötland, mitten av 1300-talet, (bilder).
- Madonnabild av lövträ, från verkstad i Östergötland, 1400-talets första hälft, (bilder).
- Altarskåp av ek från verkstad i Östergötland, mitten av 1400-talet, (bilder).
- Madonnabild av ek från verkstad i Östergötland, mitten av 1400-talet, (bilder).
- Pietà av lövträd från Östergötland, Kristi högra ben av ek, mitten av 1400-talet, (bilder).
- Muralmålning bakom altaruppsatsen, Kristi uppståndelse visande kvinnorna vid graven, målad 1826 av konstnären Vulcan från Vadstena.
- Altaruppsats, med tavla föreställande Kristus i Getsemane, målad 1857 av konstnären och professorn Fredric Westin (1782-1862), gåva av mademoiselle Stjärnberg 1859.
- Storklockan överflyttad från den gamla kyrkan.
- Lillklockan, en omgjutning av Brunneby kyrkas storklocka, som spräcktes vid ”tolvringningen” efter Karl XIII år 1818.

## Orgel
- 1842: Pehr Zacharias Strand, Stockholm, byggde på västläktaren en mekanisk 2-manualig piporgel med 19½ orgelstämmor. Alla fasadpipor var stumma.

### Disposition
| Manual C-f³            | Öververk C-f³    | Pedal C-c¹    | Koppel           |
| Borduna 16’, B/D       | Flag Fleut 8’    | Violon 16’    | Öververk/manual  |
| Principal 8’           | Fugara 8’        | Violoncell 8’ | Manual/pedalverk |
| Dubbel Fleut 8’        | Principal 4’     | Octava 4’     |                  |
| Viola di Gamba 8’      | Spits Fleut 4’   | Bassun 16’    |                  |
| Octava 4’              | Wall Fleut 2’    |               |                  |
| Fleut 4'               | Vox humana 8’, D |               |                  |
| Quinta 3' (eg. 2 2/3') |                  |               |                  |
| Octava 2’              |                  |               |                  |
| Trumpet 16’, B/D       |                  |               |                  |
| Trumpet 8’, B/D        |                  |               |                  |

- 1926: Renovering utförd av orgelbyggare Carl Axel Lund, Linköping, varvid nu troligen öververket byggdes in i ett crescendoskåp.
- 1940: Renovering och omdisponering utfördes av Nils Hammarberg. Trumpet 16’ i manualen byttes ut mot Mixtur IV chor. och Trumpet 8’ erhöll nya pipor. I öververket byttes Fugara 8’ ut mot Terzian II chor och diskantstämman Vox humana kompletterades med Krumhorn 8’ i basläget. Öververket försågs med tremulant och slutligen byttes pedalklaviaturen ut mot en ny. Orgeln är mekanisk.
- 1972: Reparation utförd av Reinhard Kohlus, som avlägsnade öververkets crescendoskåp och flyttade fram väderlådan till dess ursprungliga läge. Ett tidigare borttaget tak över orgelhuset insattes åter. Dessutom förnyades pumpetpåsarna.
- 1987: Reparation utförd av Bröderna Moberg.

#### Disposition
| Manual C-f³                                    | Öververk C-f³                           | Pedal C-c¹    | Koppel           |
| Borduna 16’, B/D                               | Flagfleut 8’                            | Violone 16’   | Öververk/manual  |
| Principal 8’                                   | Principal 4’                            | Violoncell 8’ | Manual/pedalverk |
| Dubbel Fleut 8’                                | Spitsfleut 4’                           | Octava 4’     |                  |
| Gamba 8’                                       | Wallfleut 2’                            | Bassun 16’    |                  |
| Octava 4’                                      | Terzian II chor. 1 3/5’ + 1 1/3’ (1940) |               |                  |
| Fleut 4'                                       | Krumhorn 8’ B (1940)                    |               |                  |
| Qvinta 3' (eg. 2 2/3')                         | Voxhumana 8’ D                          |               |                  |
| Octava 2’                                      |                                         |               |                  |
| Mixtur IV chor. 1 1/3’ + 1’ + 2/3’ + ½’ (1940) |                                         |               |                  |
| Trumpet 8’ (1940)                              |                                         |               |                  |

## Bildgalleri

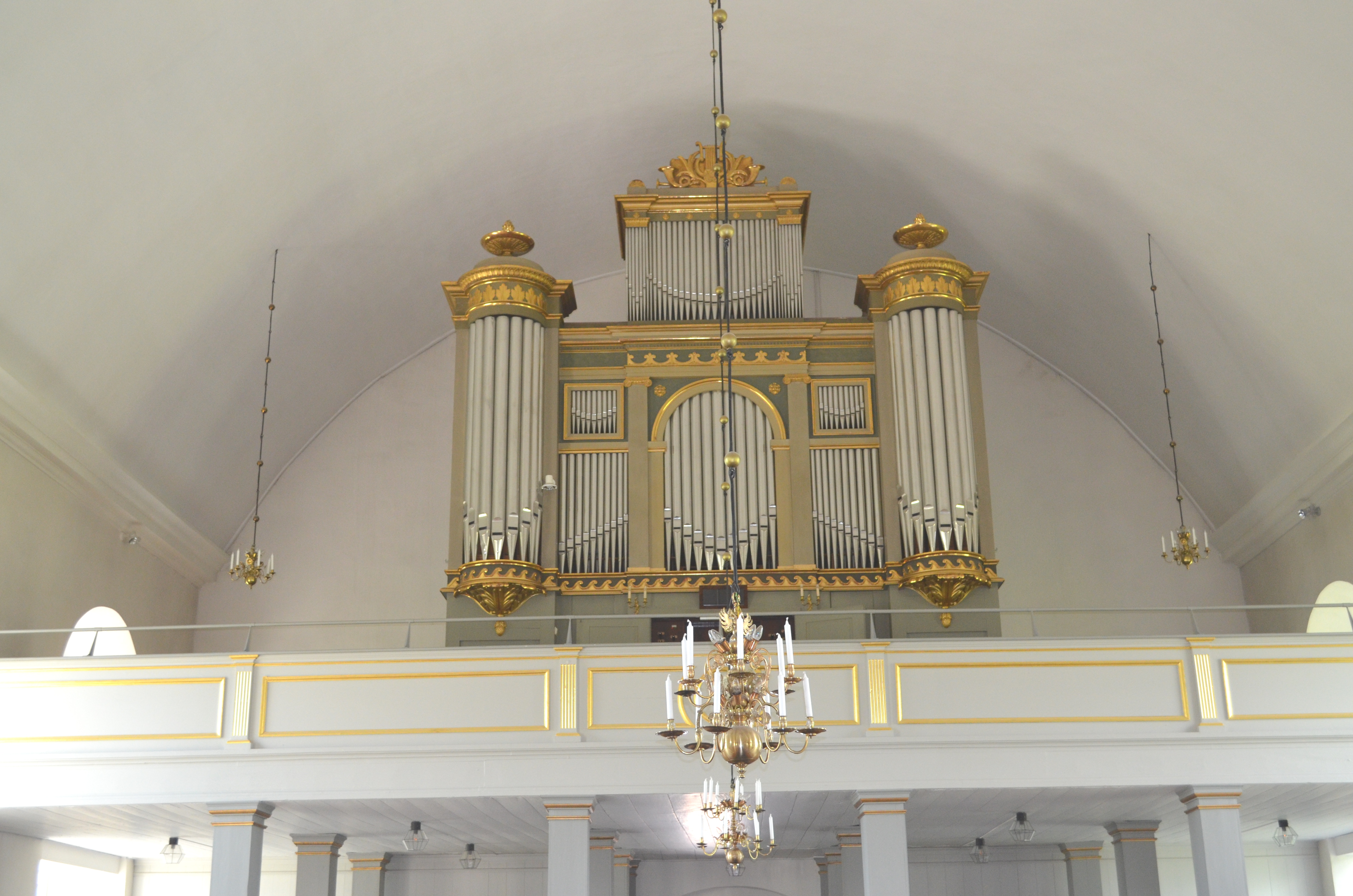
Klockrike kyrkas orgelläktare
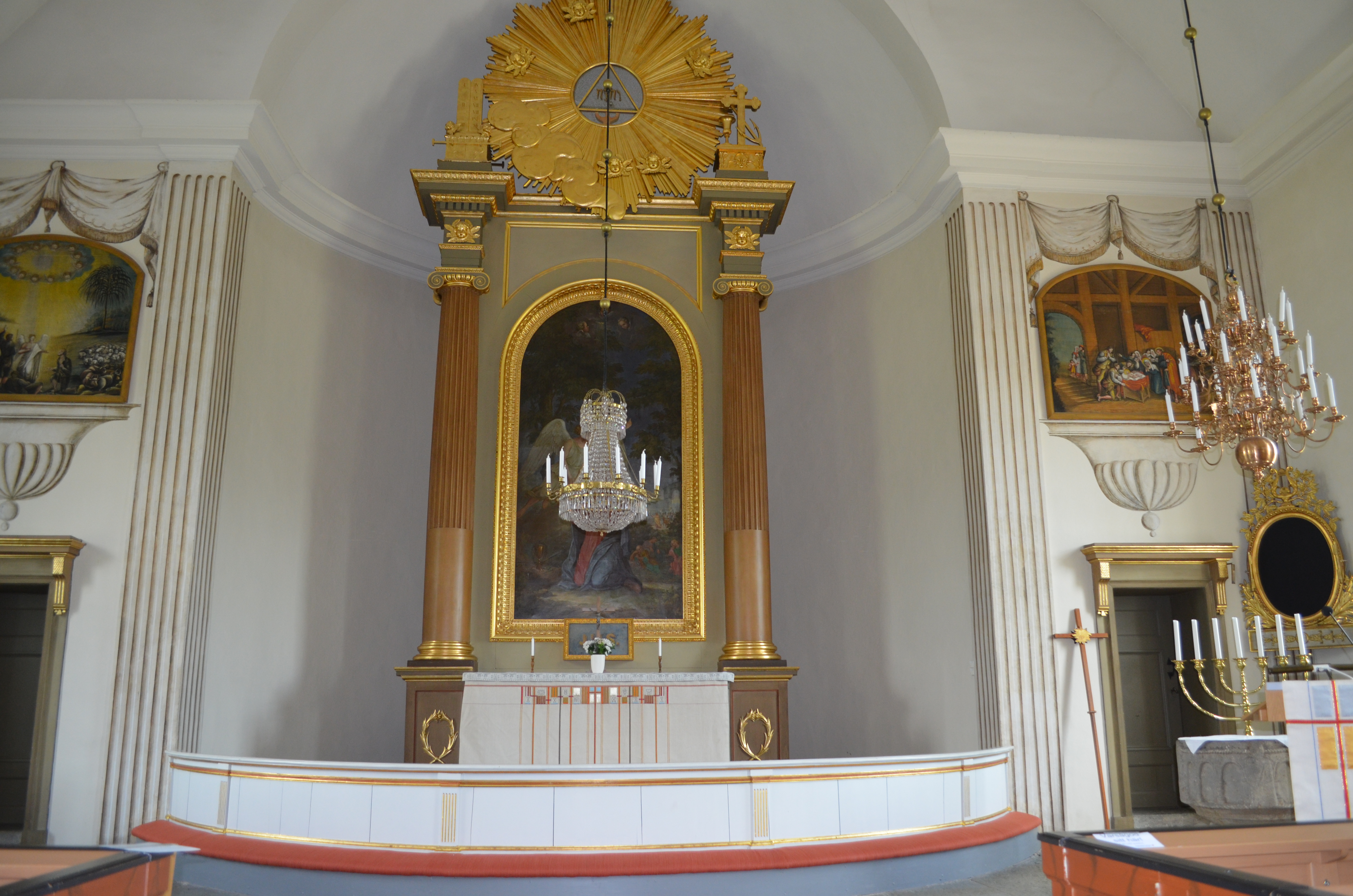
Klockrike kyrkas altare
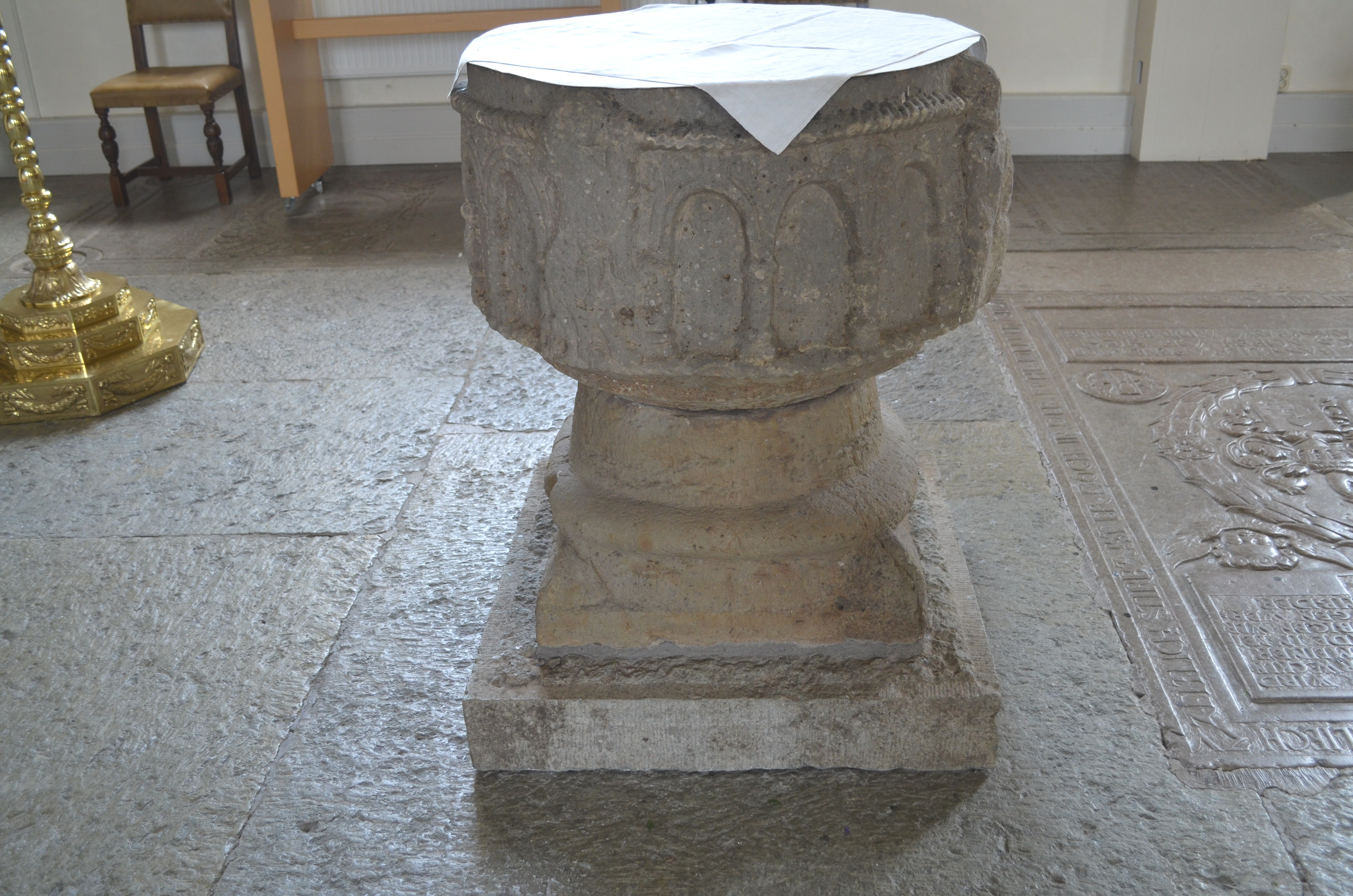
Klockrike kyrkas dopfunt
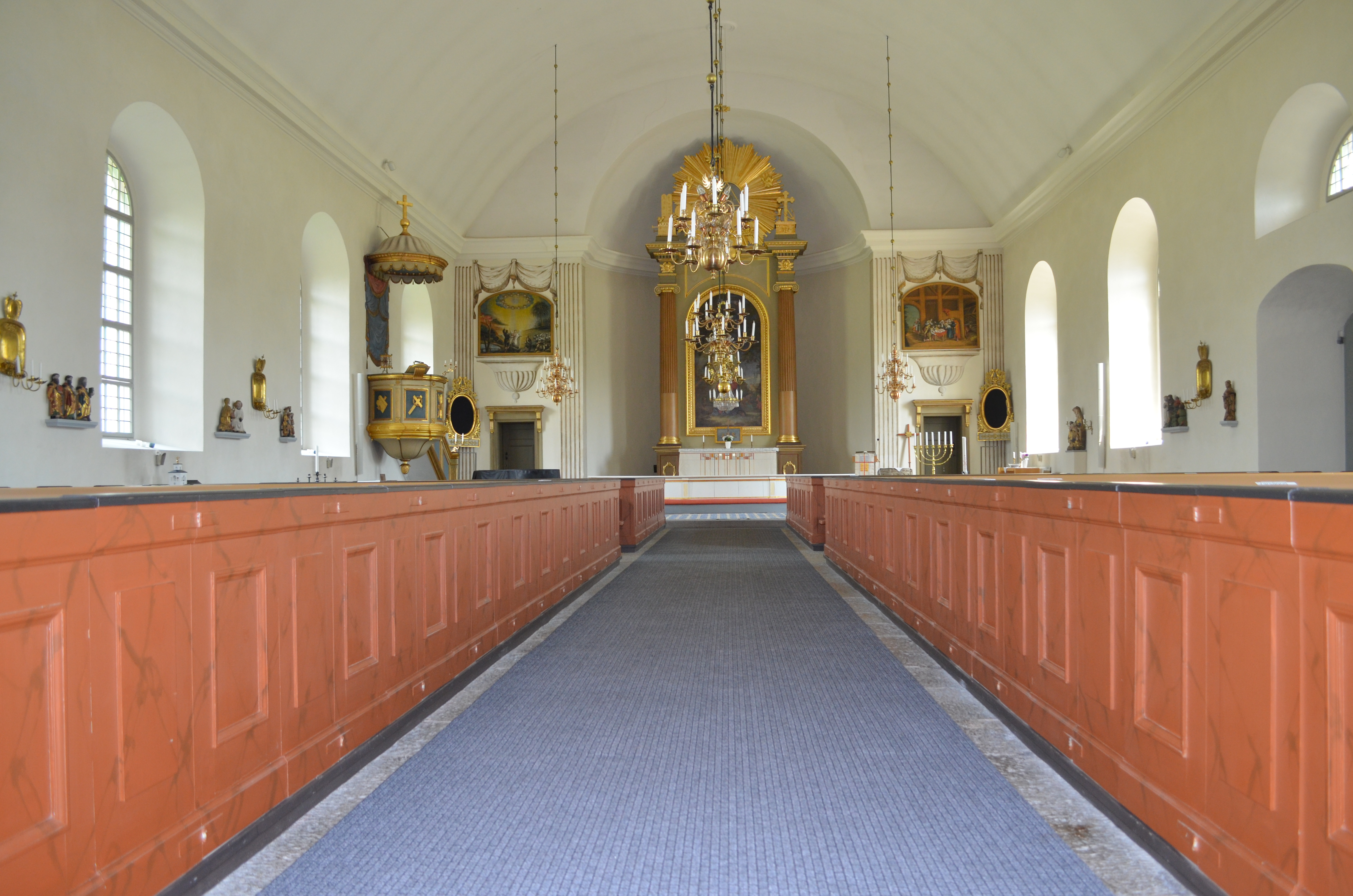
Klockrike kyrkas kyrksal
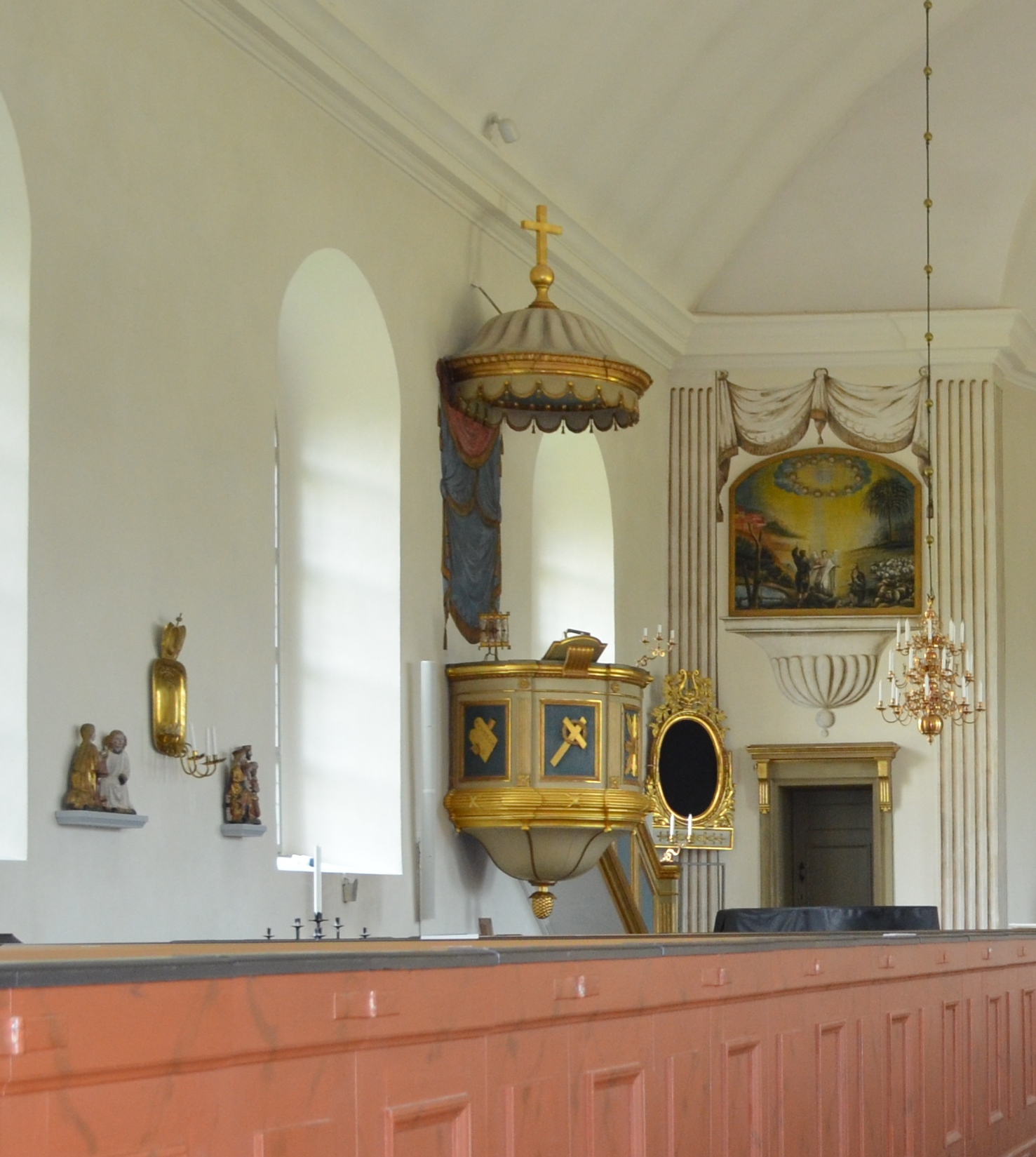
Klockrike kyrkas predikstol